# Chytonix propecida
Chytonix propecida là một loài bướm đêm trong họ Noctuidae.